# 中洲礁
中洲礁（英語：Zhongzhou Reef），位於南沙群島的一個小型珊瑚島礁，與太平島中間只隔一座珊瑚暗灘中灘，中華民國在2000年以後實際控制至今，由太平島守軍直接監控，中華民國、中華人民共和國、越南及菲律賓均宣稱擁有其主權。

## 歷史
1935年、1947年和1983年
- 中國歷次公佈的南沙群島名稱中並無「中洲礁」這一島礁名；應是珊瑚礁長高後新出現的礁體，或是1983年公佈標準名稱時露出水面的面積還很小。

2002年
- 中華民國專家學者首度至島上進行綠蠵龜等生態研究。

2003年
- 中華民國專家學者再度至島上進行綠蠵龜等生態研究。
- 8月16日，中華民國內政部部長余政憲率領經建會副主委張景森、行政院研究發展考核委員會副主委蔡丁貴、行政院海岸巡防署副署長游乾賜、高雄市副市長林永堅等中華民國政府官員搭乘M8快艇登島，插上中華民國國旗宣示主權。

2004年
- 3月28日，中華民國行政院海岸巡防署以生態工法興建完成木製生態保育觀測亭，形成國際法上「有效管理」的要件並間接宣達主權。
- 7月21日，附近海域受西南氣流影響，觀測亭遭湧浪衝擊損毀流失。

2010年
- 7月，中華民國海岸巡防署至島上做淨灘活動。
- 9月，行政院環境保護署環境品質採樣小組首次前進中洲礁進行海域水質監測，結果顯示海域水質及空氣品質良好，屬未受污染的乾淨海域。

2011年
- 8月3日，中華民國監察委員李炳南搭乘M8快艇繞行巡視。

2012年
- 3月22日，中華民國海岸巡防署執行例行性巡察及淨灘任務，與越南巡邏艇相遇，雙方相距約50公尺，相視通過。
- 4月30日，中華民國立法委員林郁方、陳鎮湘和詹凱臣（英语：Chan Kai-chen）搭乘M8快艇繞行巡視。
- 5月2日，中華民國立法院外交及國防委員會通過提案，要求相關部會應在中洲礁設立永久性設施[2]。
- 8月31日，中華民國國家安全會議秘書長胡為真率同內政部長李鴻源、總統府副秘書長熊光華、行政院海巡署署長王進旺登島勘查並升起中華民國國旗。

2015年
- 6月13日，中華民國海巡署長王崇儀率領海洋總局龔光宇總局長、海岸總局黃漢松副總局長等重要幹部，登島勘查並升起中華民國國旗[3]。

## 地理位置
中洲礁位於南沙群島北部中央「鄭和群礁」的西北角，位居南海西側航道的東邊，西距太平島約3.1海浬（約6公里），東距敦謙沙洲約4海浬（約7公里），西南距南薰礁16海浬（約30公里）。

## 地質地形
中洲礁於海水漲潮時，島礁會露出面積約100平方公尺，南北長約10公尺，東西最寬約10公尺；退潮時，露出面積約6,000平方公尺，南北長約70公尺，東西最寬約90公尺，礁岩主要為貝殼砂、珊瑚礁和珊瑚碎屑堆積形成，其下為一直徑約1.3公里的圓形珊瑚礁盤。

## 生態資源
植物

- 珊瑚礁碎屑地質不適合一般植物生長。

動物

- 鳥類：以候鳥為主，多達51種，這些海洋性的鳥類，多做短暫停留。
- 珊瑚：附近海域海洋生態豐富，周圍海底都是鹿角珊瑚。
- 貝類：附近海域有很多水字螺、唐冠螺和寶螺。
- 魚類及浮游生物：常見熱帶魚、珊瑚礁魚類、潮間帶生物。

## 島上狀況

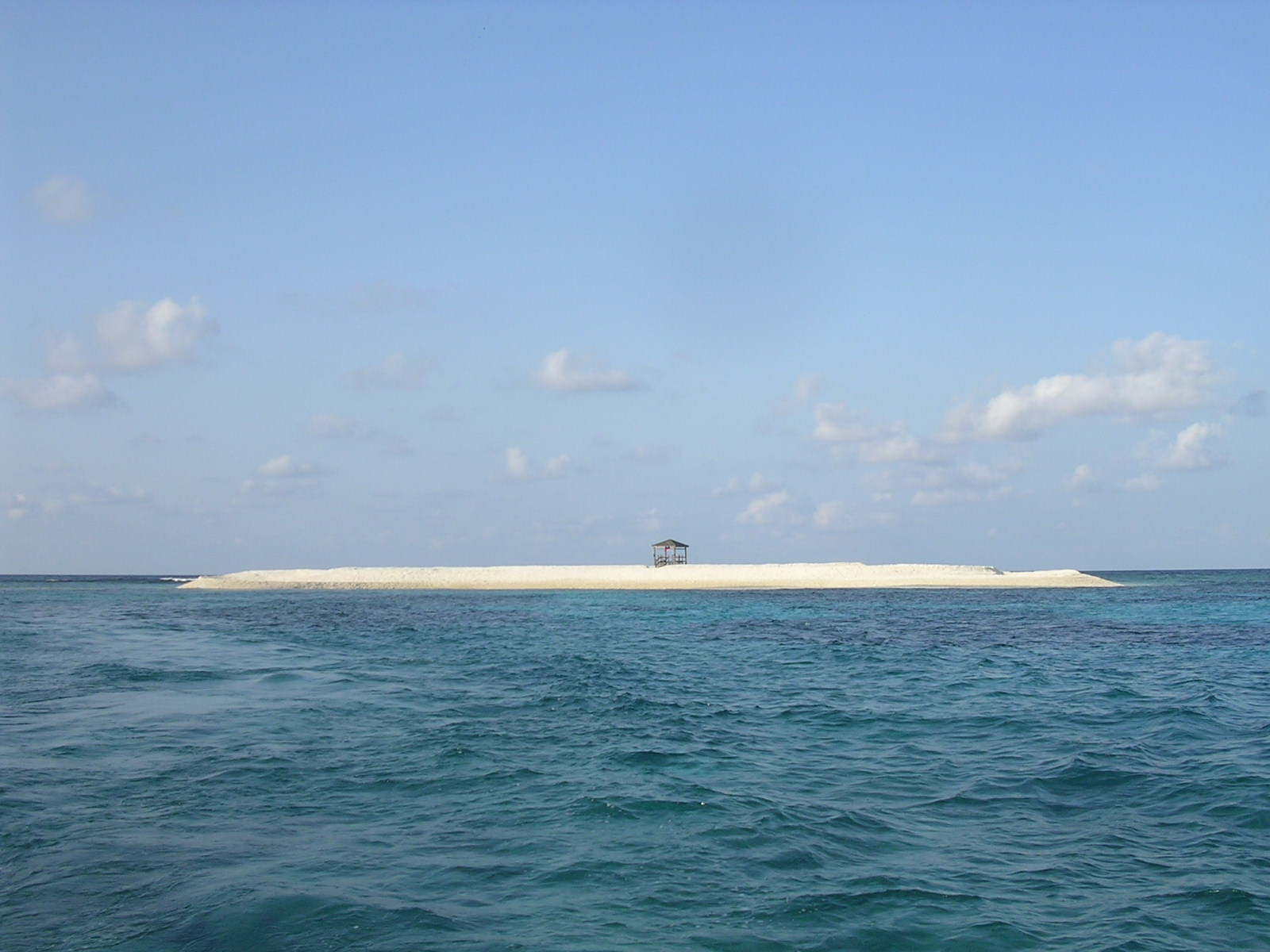
中洲礁

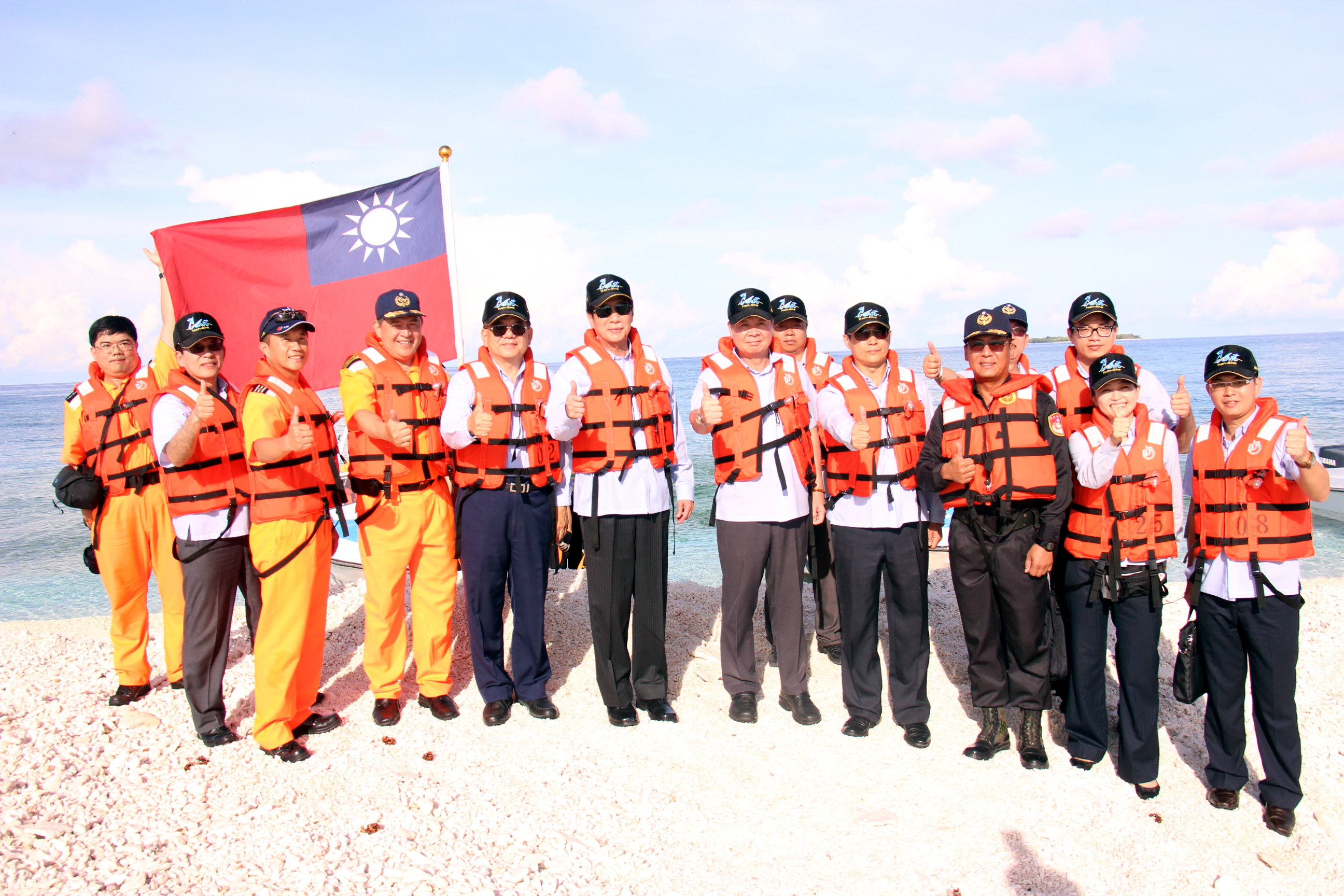
巡視中洲礁的中華民國海巡署官兵

### 水源
中洲礁四面環海，無地下水源。

### 人口
中洲礁無常住人口，由鄰近的太平島上海洋委員會海巡署東南沙分署部隊負責監控，部隊人員定期登礁視察情況，海巡署艦艇會負責環島巡弋、登島巡視、生態調查和淨灘活動。

### 建築
2004年中華民國在中洲礁上沙洲興建一個木製觀測亭、簡易無線電設施及插上中華民國國旗，是礁上唯一的建築物，但不久後被颱風吹毀。

### 地價
中洲礁土地屬中華民國政府擁有。截至2019年1月，中華民國內政部地政司尚未公告土地現值。

## 交通
中洲礁無人工設施，需以小艇運輸才能登島。

## 對外通訊
- 行動電話通訊方面，可以使用中華電信設在太平島的4G和3G基地台。也可以使用越南軍用電子電信設在鴻庥島的GSM基地台和中國移動設在南薰礁的4G基地台[4][5]。
- 使用流動無線電可與太平島基地聯絡。